# 张书田
张书田（1938年11月—2023年3月30日），河北乐亭人，中国人民解放军正军职退休干部、原广州军区空军副司令员。

## 生平
张书田1956年6月入伍，1961年3月加入中国共产党。历任飞行员、副中队长、中队长、飞行技术检查主任、团长、副师长、师长，成都军区空军副参谋长、参谋长、副司令员等职。
2023年3月30日，张书田因病于广州逝世，享年84岁。讣告刊登在6月5日的《解放军报》。